# Galinsoga ciliata
Galinsoga ciliata es una especie de planta anual nativa del Neotrópico (América tropical). Se desarrolla en sitios sombreados y frescos y su propagación es sexual (por semillas). Está reportada como una maleza en café, además es hospedera de nemátodos y es usada como medicinal o comestible por algunas personas.

## Descripción
Esta especie tiene hojas más pequeñas y angostas que las otras del género, de igual forma la inflorescencia es más angosta. Su mecanismo fotosintético es C3. 
Son las plantas bajas, la altura de las cuales alcanza el máximo a 1 a 5 dm. Son herbáceas anuales, la parte aérea del tallo es erecto, estriado y muy ramoso. Las hojas son pecioladas y dispuestas de forma opuesta. La lámina entera tiene la forma de rombo- lanceoladas (u ovadas), con un margen groseramente dentado, ápice acuminado, la superficie de textura áspera y pubescente (pelos suaves). El color es verde oscuro tirando a amarillo. Longitud del pecíolo: 1 a 2 cm. Tamaño de anchura de lámina de 2 a 3 cm, longitud 4 a 5 mm.

## Taxonomía
Galinsoga ciliata fue descrita por Raf. Blake y publicado en Rhodora 24(278): 35. 1922.
Etimología
Galinsoga: nombre genérico otorgado en honor del médico español Ignacio Mariano Martínez de Galinsoga (1766-1797), fundador de la Real Academia de Medicina de Madrid, y director del Jardín Botánico de Madrid.
ciliata: epíteto latino que alude a los cilios de las hojas, en referencia a las franjas (similares a cilios) esparcidas por el tallo y las hojas de esta planta. 
Sinonimia
- Adventina ciliata Raf.
- Galinsoga aristulata Auct. Fl. Europ.
- Galinsoga bicolorata H. St. John & D. White
- Galinsoga caracasana (de Candolle) Schultz-Bipontinus
- Galinsoga hispida Benth
- Galinsoga quadriradiata Ruiz, & Pav.
- Galinsoga quadriradiata subsp. hispida (DC.) Thell.
- Galinsoga parviflora var. hispida DC. 
- Galinsoga urticifolia (Kunth) Benth.
- Wilburgia urticifolia Kunth

## Nombre común
- pacoyuyu cimarrón del Perú[4]
- chaminka de Bolivia.
- pampa suncho

## Usos
La medicina tradicional le atribuye propiedades para el tratamiento de traumatismos e inflamaciones a la decocción de las flores y raíces frescas y propiedades diuréticas a la decocción de las hojas y tallos frescos, que se aplican en cataplasmas para tratar el reumatismo.